# Кокосові острови (М'янма)
Кокосові острови (Кококван) — маленька група островів у північносхідній частині Індійського океану. Адміністративно вони є частиною округу Янгон, М'янма, і розташовані за 414 км на південь від міста Янгон.

## Історія
Острови отримали поточну назву від португальських моряків 16-го ст. Андаманські острови перейшли під владу Британської Ост-Індійської компанії у 18-му ст. У 19-му ст. британський уряд в Індії заснував тюремну колонію на Андаманських островах, і Кокосові острови були джерелом їжі для неї (в основному кокоси). Пізніше британський уряд здав острови в оренду бірманській родині Джадвет, яка мала бізнес у Рангуні та представництва у Молам'яйні і Мергуї.
Через віддаленість Кокосових островів, ними належно не управляли, і британці передали контроль над ними уряду Нижньої Бірми у Рангуні. У 1882 році вони офіційно стали частиною Британської Бірми. Коли Бірма відділилась від Індії 1937 року та стала окремою Коронною колонією, острови увійшли до неї. 1942 року, разом з рештою Андаманських і Нікобарських островів, вони були окуповані Японією. Коли Бірма отримала незалежність від Великої Британії 1948 року, Кокосові острови увійшли до нового Бірманського союзу.
1959 року тимчасова військова адміністрація генерала У Не Віна заснувала тюремну колонію на Великому Кокосовому острові. Після перевороту 1962 року на чолі з Не Віном та встановлення правління військових, тюрма на острові отримала репутацію бірманського «острова Диявола». У 1969 році вона була розширення для розміщення більшої кількості політичних в'язнів. Після повстання, всі в'язні острова були переведені до тюрми Інсейн в Янгуні 1971 року. Після закриття тюрми, її споруди на Великому Кокосовому острові були передані ВМС М'янмаи. Письменник М'я Тхан Тін (Mya Than Tint) був серед ув'язнених у тюрмі цього острову.
За окремими повідомленнями, Кокосові острови начебто були передані в оренду КНР з 1994 року, але уряди і М'янми, і Китаю це заперечують, а військові М'янми заперечують наявність будь-якої угоди.

### Військова присутність
За окремими повідомленнями, Китайська Народна Республіка 1992 року могла встановити станцію радіоелектронної розвідки на Великому Кокосовому острові для моніторингу індійської морської активності довкола Андаманських і Нікобарських островів, а також для моніторингу руху військових та цивільних судів інших країн у східній частині Індійського океану, особливо у важливій точці морських шляхів між Бенгальською затокою і Малаккською протокою, і для моніторингу активності на площадках запуску ракет Індійської організації космічних досліджень і розробок у Шрихарикота і Організації оборонних досліджень і розробок у Чандіпур-он-Сі. Збройні сили Китайської Народної Республіки могли мати плани і по будівництву морської база на Малому Кокосовому острові.
Це припущення про китайську базу на Кокосових островах піддавалось сумніву. У 1998 році представники США заявили, що не бачать якоїсь суттєвої китайської активності у М'янмі. У жовтні 2005 року голова ВМС Індії зазначив, що у Індії наявна точна інформація, що китайської станції радіоелектронної розвідки на Кокосових островах не має. У 2014 році авіаційний маршал П. К. Рой, командувач територіального угруповання ВПС Індії Андаманських і Нікобарських островів, зазначив, що «Китай будує злітну смугу для цивільних цілей. Не маж звітів про як таку китайську присутність. Ситуація не викликає занепокоєння» і додав, що існує тільки цивільне будівництво, що не є загрозою для Індії.

## Географія
Бенгальська затока розташована на захід від островів, а Андаманське море — на схід. Материкова М'янма розташована приблизно у 250 км на північ, острів Препаріс — у 77 км на північний схід.
Кокосові острови складаються з трьох основних островів — Великого Кокосового острова, Столового острова і Малого Кокосового острова, відділеного від них протокою Александри. Географічно вони є частиною архіпелагу Андаманські і Нікобарські острови (більшість якого належить Індії) і відділені від острова Лендфолл, найбільш північного острова індійської частини архіпелагу, Кокосовою протокою шириною 20 км.
| Острів                    | Координати                                                        | Характеристики | Площа (км²) | Населення |
| ------------------------- | ----------------------------------------------------------------- | --- | ----------- | --------- |
| Великий Кокосовий острів  | 14°06′00″ пн. ш. 93°21′54″ сх. д. / 14.10° пн. ш. 93.365° сх. д.  | Острів має 10,4 км у довжину та 2 км у ширину. На острові розташовані аеропорт, поселення, кокосові гаї | 14,57       | 925       |
| Малий Кокосовий острів    | 13°59′17″ пн. ш. 93°13′30″ сх. д. / 13.988° пн. ш. 93.225° сх. д. | Розташований у 16 км на південний захід від Великого Кокосового острова. Має розміри 5 км у довжину та 1,2 км у ширину. На острові розташовані кокосові гаї. | 4,44        | 25        |
| Столовий острів           | 14°11′06″ пн. ш. 93°21′54″ сх. д. / 14.185° пн. ш. 93.365° сх. д. | Розташований у 2,5 км на північ від Великого Кокосового острова. Має розміри 1,6 км у довжину та 1,2 км у ширину. На південному заході острова колись був маяк, але зараз острів ненаселений. Маяк був збудований 1867 року з фокусною площиною 59 м. Маяк має ліхтар та галерею, пофарбований червоними та білими горизонтальними смугами. Поруч розташовані два одноповерхові будинки доглядачів маяка та інші службові будівлі. На острів можна потрапити човном. | 1,28        | 0         |
| острів Сліппер            | 14°11′24″ пн. ш. 93°21′25″ сх. д. / 14.19° пн. ш. 93.357° сх. д.  | Острівець довжиною 0,4 км розташований поблизу північнозахідного мису Столового острова та відділений від нього протокою шириною 0,2 км. | 0,08        | 0         |
| Щурячий острів            | 14°07′41″ пн. ш. 93°22′55″ сх. д. / 14.128° пн. ш. 93.382° сх. д. | | 0.015       | 0         |
| скеля Біннакл             | 14°09′00″ пн. ш. 93°22′19″ сх. д. / 14.15° пн. ш. 93.372° сх. д.  | | 0,011       | 0         |
| острів Джеррі             | 14°03′00″ пн. ш. 93°21′54″ сх. д. / 14.05° пн. ш. 93.365° сх. д.  | Острівець з розмірами 1,1 км у довжину та 0,2 км у ширину розташований поблизу південного мису Великого Кокосового острова. | 0,14        | 0         |
| Кокосові острови (всього) |                                                                   | | 20,53       | 950       |

## Демографія
На Великому Кокосовому острові розташовано понад 200 будинків, а загальне населення становить бл. 1000 людей. Великий резервуар для води здатний утримувати таку кількість населення.
На островах розташована військово-морська база 28-го підрозділу ВМС М'янми, на якій перебуває понад 200 військових та їх родини.

## Клімат
Кокосові острова мають тропічний мусонний клімат (Класифікація кліматів Кеппена Am). Температури високі протягом року. Існує зиповий сухий сезон з грудня по березень та літній дощовий сезон з квітня по листопад.
| Клімат Кокосових островів (1981–2010) | Клімат Кокосових островів (1981–2010) | Клімат Кокосових островів (1981–2010) | Клімат Кокосових островів (1981–2010) | Клімат Кокосових островів (1981–2010) | Клімат Кокосових островів (1981–2010) | Клімат Кокосових островів (1981–2010) | Клімат Кокосових островів (1981–2010) | Клімат Кокосових островів (1981–2010) | Клімат Кокосових островів (1981–2010) | Клімат Кокосових островів (1981–2010) | Клімат Кокосових островів (1981–2010) | Клімат Кокосових островів (1981–2010) | Клімат Кокосових островів (1981–2010) |
| Показник                              | Січ.                                  | Лют.                                  | Бер.                                  | Квіт.                                 | Трав.                                 | Черв.                                 | Лип.                                  | Серп.                                 | Вер.                                  | Жовт.                                 | Лист.                                 | Груд.                                 | Рік                                   |
| Середній максимум, °C                 | 29,6                                  | 30,0                                  | 31,0                                  | 32,6                                  | 32,3                                  | 30,7                                  | 30,3                                  | 30,0                                  | 30,2                                  | 30,8                                  | 31,0                                  | 30,0                                  | 30,7                                  |
| Середній мінімум, °C                  | 22,0                                  | 21,2                                  | 22,0                                  | 24,3                                  | 25,8                                  | 25,4                                  | 25,0                                  | 25,0                                  | 24,6                                  | 24,4                                  | 24,4                                  | 23,2                                  | 23,9                                  |
| Норма опадів, мм                      | 2.2                                   | 5.2                                   | 13.2                                  | 37.0                                  | 240.0                                 | 456.3                                 | 418.3                                 | 438.8                                 | 380.2                                 | 184.3                                 | 138.3                                 | 23.0                                  | 2336.8                                |
| ------------------------------------- | ------------------------------------- | ------------------------------------- | ------------------------------------- | ------------------------------------- | ------------------------------------- | ------------------------------------- | ------------------------------------- | ------------------------------------- | ------------------------------------- | ------------------------------------- | ------------------------------------- | ------------------------------------- | ------------------------------------- |

## Транспорт
На Великому Косовому острові розташований аеропорт (код ICAO: VYCI) з довжиною смуги 1800 м, розташованою у напрямку північ-південь, поблизу поселення. Нещодавно він був реконструйований.

## Флора та фауна
На островах є ряд рідкісних рептилій, птахів та ссавців. Зелені черепахи відкладають яйця на пляжах Великого Кокосового острова. A Міністерство свійської худоби, риболовлі та сільського розвитку М'янми провело ряд досліджень щодо консервації популяції морських черепах, у тому числі зібрали зразки тканин для генетичних досліджень популяції навесні 2006 р. — перше таке дослідження на цьому віддаленому острові. Дослідження зафіксувало гніздування близько 150 морських черепах, з яких вилупилось бл. 95 000 черепашок.

## Галерея

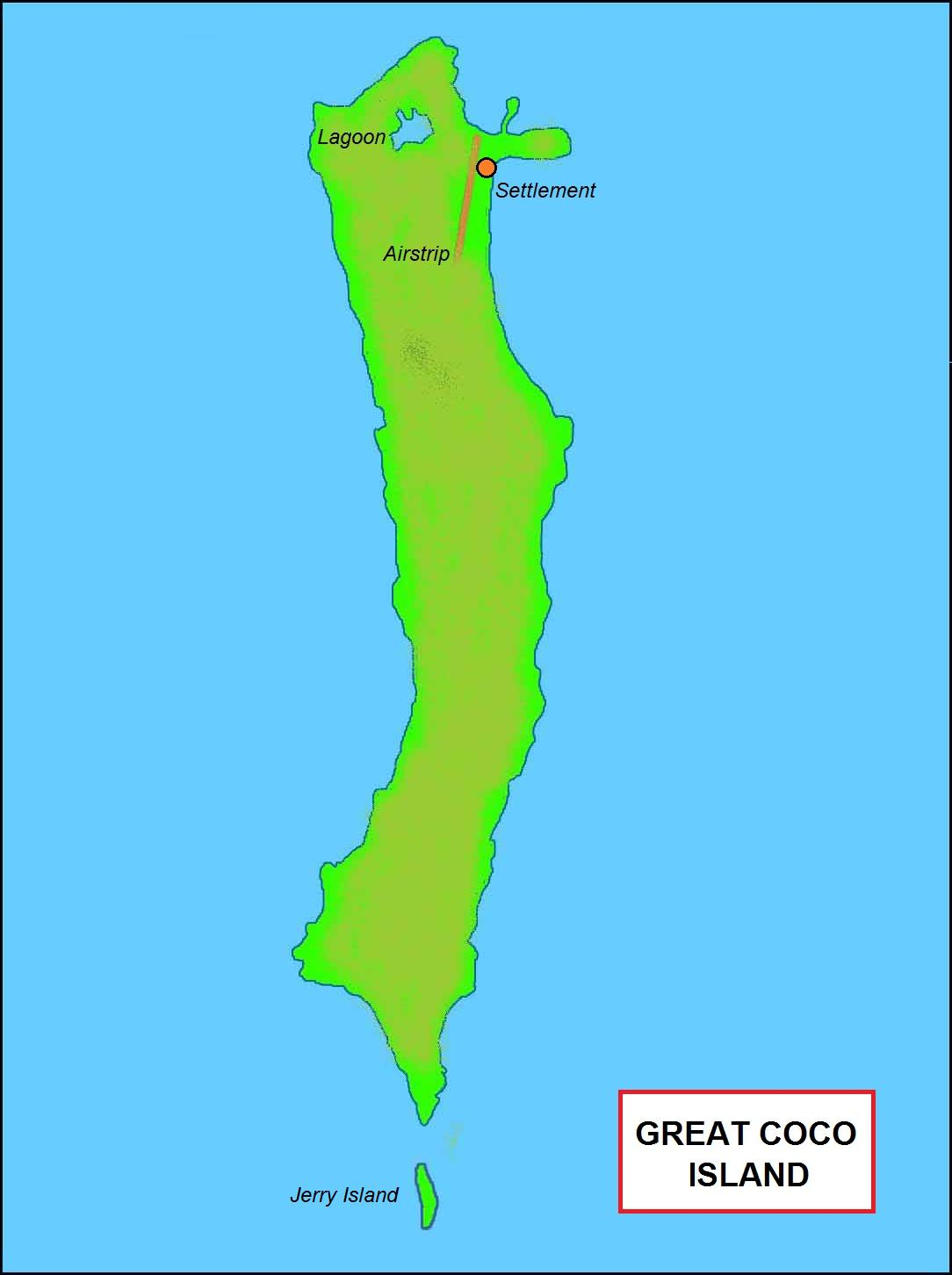
Великий Кокосовий острів
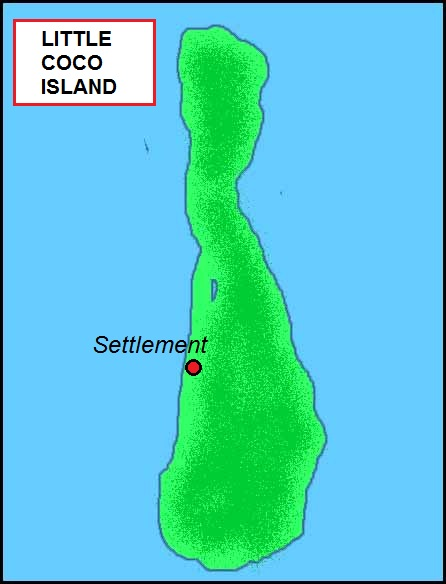
Малий Кокосовий острів
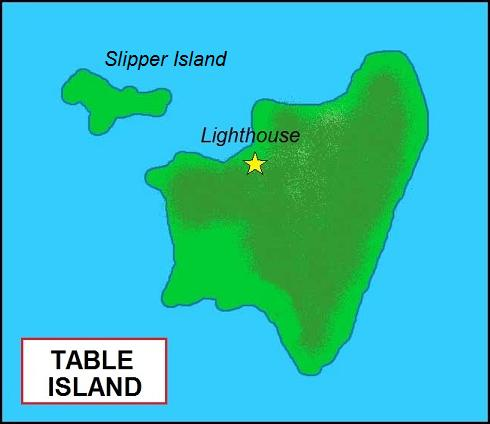
Столовий острів